# Diocèse de Jericó
Le diocèse de Jericó (en latin : Dioecesis Iericoënsis ; en espagnol : Diócesis de Jericó) est un diocèse de l'Église catholique en Colombie, suffragant de l'archidiocèse de Medellín.

## Territoire

Il comprend 15 municipalités du département d'Antioquia : Andes, Betania, Betulia, Bolívar, Caramanta, Concordia, Hispania, La Pintada, Jardín, Jericó, Pueblorrico, Salgar, Tarso, Támesis et Valparaíso.
Il possède un territoire d'une superficie de 3 000 km2 divisé en 30 paroisses. Le siège épiscopal est dans la ville de Jericó où est située la cathédrale Notre-Dame-des-Miséricordes. À Jardín se trouve la basilique de l'Immaculée-Conception (es).

## Historique
Le diocèse de Jericó est érigé le 29 janvier 1915 par la constitution apostolique Universi Dominici Gregis du pape Benoît XV en prenant une partie du territoire du diocèse de Antioquia (aujourd'hui archidiocèse de Santa Fe de Antioquia). Il est nommé suffragant de l'archidiocèse de Medellín.
Le 5 février 1917, il est uni æque principaliter au diocèse de Antioquia et prend le nom de diocèse d'Antioquia-Jericó ; le même jour il récupère la municipalité d'El Carmen de Atratoqui appartenait à la préfecture apostolique de Chocó.
L'union æque principaliter prend fin le 3 juin 1941 par la constitution apostolique Universi dominici gregis du pape Pie XII ; le même jour, le diocèse de Jericó cède trois municipalités (Anzá, Caicedo et Urrao) au diocèse de Antioquia.
Il cède la municipalité d'El Carmen de Atrato le 8 avril 1954 pour la création du vicariat apostolique de Quibdó (aujourd'hui diocèse de Quibdó).

## Évêques
- Maximiliano Crespo Rivera (1915 - 7 février 1917), nommé évêque de Santa Rosa de Osos (administrateur apostolique)

- Francisco Cristóbal Toro Correa (8 février 1917 - 3 juillet 1941), nommé évêque de Antioquia
- Antonio José Jaramillo Tobón (7 février 1942 - 31 mars 1960)
- Augusto Trujillo Arango (31 mars 1960 - 20 février 1970), nommé archevêque de Tunja
- Juan Eliseo Mojica Oliveros (4 juin 1970 - 26 avril 1977), nommé évêque de Garagoa
- Augusto Aristizábal Ospina (29 octobre 1977 - 7 octobre 2003)
- José Roberto López Londoño (7 octobre 2003 - 13 juin 2013)
- Noel Antonio Londoño Buitrago, C.Ss.R, depuis le 13 juin 2013